# Ричардсон, Хедли
Эли́забет Хэ́дли Ри́чардсон (9 ноября 1891 — 22 января 1979) — первая жена американского писателя Эрнеста Хемингуэя. Они поженились в 1921 году и вскоре после свадьбы переехали в Париж. В Париже Хемингуэй продолжил свою писательскую карьеру, и благодаря ему Ричардсон познакомилась с другими американскими и британскими писателями-эмигрантами.
В 1926 году Ричардсон узнала о романе Хемингуэя со своей лучшей подругой Полиной Пфайффер, которая некоторое время жила и путешествовала вместе с Хемингуэями. Ричардсон развелась с Хемингуэем в 1927 году. В 1933 году она вышла замуж во второй раз за журналиста Пола Мауэра, с которым познакомилась в Париже.

## Детство и юность
Элизабет Хэдли Ричардсон родилась 9 ноября 1891 года в Сент-Луисе, Миссури. Она была самой младшей из пятерых детей. Мать Ричардсон, Флоренс Уайман Ричардсон (урождённая Хэдли), была певицей и музыкантом, а её отец, Джеймс Ричардсон младший, работал в частной фармацевтической компании. В детстве Хедли упала из окна второго этажа, вследствие чего пролежала в постели целый год. После этого происшествия мать Ричардсон начала чрезмерно опекать дочь, не разрешая ей учиться плавать или заниматься другой физической активностью. Отец Хедли был настроен менее консервативно, но в 1903 году он совершил самоубийство из-за финансовых трудностей.
Хедли была чрезвычайно застенчивым и уединенным подростком. Она посещала Институт Мэри в Сент-Луисе, а затем поступила в колледж Брин-Мар. Однако, когда её мать решила, что Ричардсон «слишком хрупка, как физически, так и эмоционально», она покинула колледж. Смерть её сестры Доротеи в результате пожара ранее в том же году, возможно, повлияла на решение Ричардсон бросить учёбу. Исследователь Хемингуэя Джейми Барлоу считает, что Хедли представляла собой «истинную женщину», в отличие от так называемой «новой женщины» начала 20-го века. «Истинная женщина» была «эмоциональной, зависимой, нежной — настоящей последовательницей».
После возвращения из колледжа Ричардсон вела замкнутый образ жизни — её сестра и мать продолжали беспокоиться о её здоровье, практически не давая ей возможности для физической активности или социальной жизни. Летом того же года мать Хедли все же разрешила ей посетить бывшую соседку по Брин-Мар Эдну Рапалло в Вермонте. В гостях у подруги Хедли с удовольствием играла в теннис, а также познакомилась с художником и иллюстратором Максфилдом Пэрришем. Однако когда мать начала беспокоиться о её благополучии, Хедли пришлось вернуться домой. В то время как её мать становилась все более замкнутой и погружалась в спиритуализм, Ричардсон несколько лет пыталась сделать карьеру пианистки, пока не отказалась от музыки, считая, что у неё нет таланта. Позже она еженедельно выступала в церкви. После того, как у её матери развилась болезнь Брайта, Ричардсон ухаживала за матерью до её смерти в 1920 году.

## Эрнест Хемингуэй

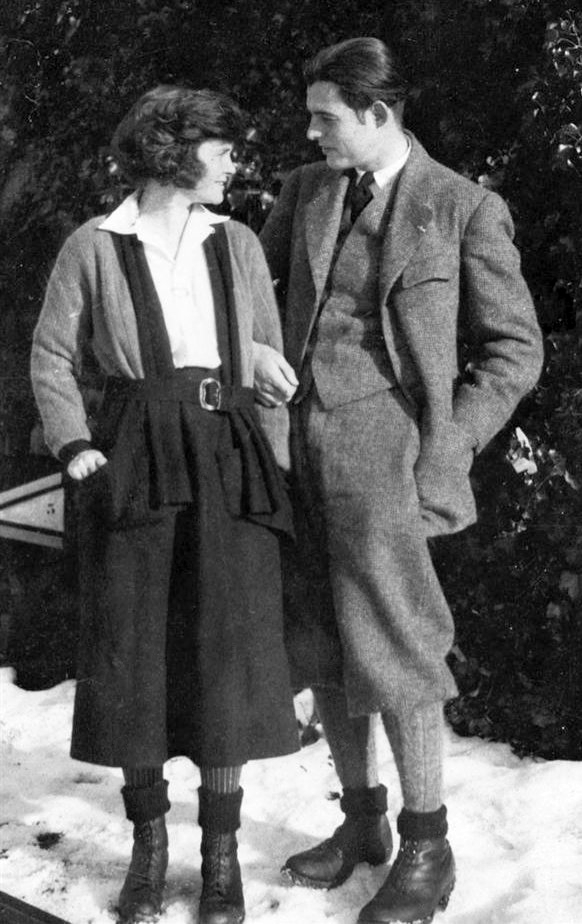
Ричардсон и Эрнест Хемингуэй в Швейцарии, 1922 год.

Вскоре после смерти матери, в декабре 1920 года Ричардсон посетила свою старую соседку по комнате Кейт Смит (позже вышедшую замуж за Джона Дос Пассоса) в Чикаго, и через неё познакомилась с Эрнестом Хемингуэем, который тогда жил у брата Смит и работал заместителем редактора ежемесячного журнала Cooperative Commonwealth. Когда Ричардсон вернулась в Сент-Луис, Хемингуэй, который увлёкся ею, написал: «Я знал, что она — та девушка, которую я собираюсь взять в жены.» Ричардсон, будучи старше Хемингуэя на восемь лет, была рыжеволосой, с «инстинктом заботы». Бернис Керт, автор книги «Женщины Хемингуэя», утверждает, что Ричардсон «напоминала» Агнес фон Куровски — девушку, которую Хемингуэй встретил и полюбил во время своего выздоровления от травм, полученных во время Первой мировой войны — но в Ричардсон Хемингуэй увидел ребячливость — то, чего не хватало Агнес.
В течение зимы 1921 года Ричардсон снова начала заниматься музыкой и предавалась активным видам отдыха. Она и Хемингуэй обменивались письмами. Когда она выразила опасения относительно разницы в их возрасте, он «заверил её, что это совсем не имеет значения». Хемингуэй посетил Хедли в Сент-Луисе в марте 1921 года, и через две недели она приехала к нему в Чикаго. После этого они не виделись два месяца, пока он не вернулся в Сент-Луис. В переписке она пообещала подарить ему пишущую машину Corona к его дню рождения. В июне она объявила о помолвке, несмотря на возражения его друзей и её сестры. Ричардсон считала, что она знает, что делает, и, что более важно, у неё было наследство, с помощью которого можно было прокормить себя и мужа. Она верила в талант Хемингуэя и считала, что «она ему подходит».
Они поженились 3 сентября 1921 года в Бэй-Тауншип, штат Мичиган и провели медовый месяц в летнем коттедже семьи Хемингуэй на озере Валлония. Погода была ужасная, и оба слегли с лихорадкой, болью в горле и кашлем. После медового месяца пара вернулась в Чикаго, где они стали жить в небольшой квартире на Норт-Дирборн-стрит.
Смерть ненавистного дяди обеспечила Ричардсон ещё одним наследством и дополнительным источником финансовой независимости. Первоначально пара намеревалась посетить Рим, но писатель Шервуд Андерсон убедил их вместо этого посетить Париж. Совет Андерсона жить в Париже заинтересовал Хедли, и когда два месяца спустя Хемингуэй был нанят иностранным корреспондентом газеты Toronto Star, пара уехала в Париж. О браке Хемингуэя с Ричардсон биограф Хемингуэя Джеффри Мейерс утверждает: «С Ричардсон Хемингуэй достиг всего, что он надеялся достичь с Агнес: любви прекрасной женщины, комфортного дохода, жизни в Европе».

## Париж
В Париже Ричардсон и Хемингуэй жили в небольшой квартире на улице Кардинал Лемуан, 74 в Латинском квартале. Зимой 1921 года Хедли открыла для себя книжный магазин «Шекспир и Компания», который, помимо прочего, функционировал как абонементная библиотека и управлялся американской эмигранткой Сильвией Бич. Ричардсон пришла в магазин, чтобы купить работы Джеймса Джойса. Хемингуэи впервые встретили Джойса в книжном магазине в марте 1922 года.

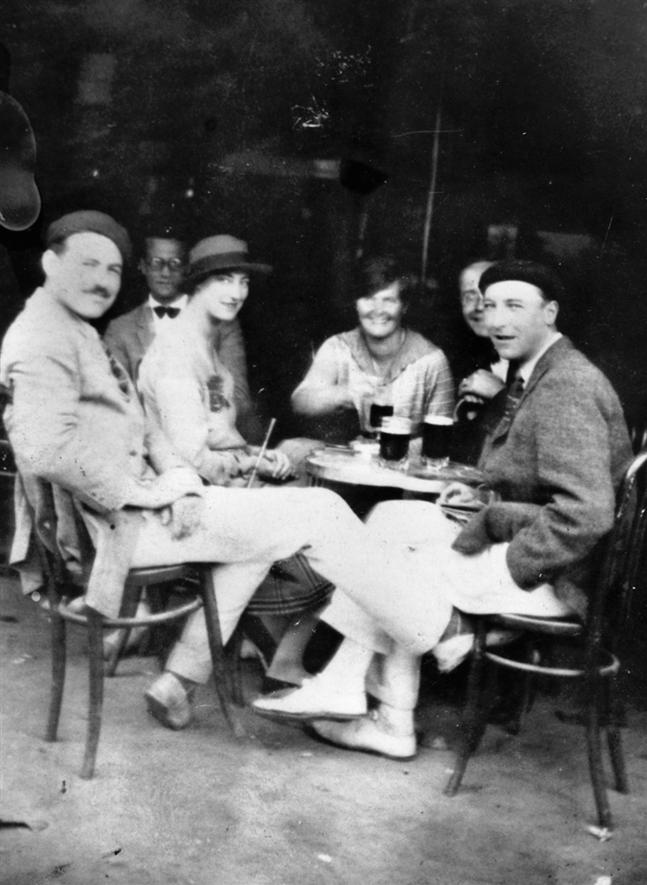
Эрнест Хемингуэй (слева) с Гарольдом Лебом, леди Дафф Твисден (в шляпе), Хэдли Ричардсон Хемингуэй, Дональдом Огденом Стюартом (скрыто) и Пэт Гатри (крайний справа) в Памплоне, Испания, июль 1925 года.

Через рекомендательные письма Андерсона Хемингуэй познакомился с Эзрой Паундом, который пригласил пару на чай, и уже там они были приглашены в салон Гертруды Стайн. Стайн, в свою очередь, навестила молодую пару в их квартире. Отношения Хемингуэя и Стайн испортились после того, как Хемингуэй приобрёл известность. Той весной Ричардсон и Хемингуэй отправились в Италию, а летом — в Германию. Ричардсон поехала одна в Женеву в декабре 1922 года, чтобы встретиться с Хемингуэем, который освещал мирную конференцию. Именно во время этой поездки, ожидая поезда на Лионском вокзале, Ричардсон потеряла чемодан, наполненный рукописями Хемингуэя. Опустошённый и разгневанный, он обвинил во всём её.
Несколько месяцев спустя, узнав о беременности Ричардсон, пара решила переехать в Торонто. Перед отъездом они впервые отправились посмотреть корриду и бег быков на фестивале Сан-Фермин в Памплоне. Их сын Джон Хэдли Никанор Хемингуэй родился 10 октября 1923 года в Торонто. Его назвали в честь его матери Хэдли и молодого испанского матадора Никанора Вильялты, который произвёл впечатление на Хемингуэя. Ребёнок был здоров, роды прошли быстро; Хемингуэй однако пропустил это событие, так как его отправили в Нью-Йорк по заданию, и он возвращался на поезде, когда у его жены начались схватки. Ричардсон ласково прозвала младенца Бамби.
В Торонто семья жила в небольшой квартире на Батерст-стрит, где «на стене было достаточно места, чтобы повесить их коллекцию картин». Ричардсон называла задания, поручаемые мужу в Toronto Star, «абсурдными». Хемингуэй, в свою очередь, считал Торонто скучным и хотел вернуться в Париж к жизни писателя. Когда Бамби было всего несколько месяцев, они вернулись в Париж и в январе 1924 года переехали в новую квартиру на улице Нотр-Дам-де-Поля. Ричардсон наняла женщину, чтобы она помогала по дому и с Бамби, а также одолжила коляску, чтобы возить ребёнка на прогулки в Люксембургский сад. Крестины Бамби прошли в епископальной церкви Св. Луки в марте, а крёстными родителями выступили «Чинк» Дорман-Смит и Гертруда Стайн. Несколько месяцев спустя неэффективное управление её средствами привело к финансовым потерям. В то же время Хемингуэй начал работать редактором в небольшом модернистском журнале Эзры Паунда и Форда Мэдокса Форда Transatlantic Review. В июне Ричардсон и Хемингуэй снова поехали в Памплону, оставив Бамби в Париже, а следующей зимой они впервые поехали в Австрию, чтобы отдохнуть в Шрунсе.
Через некоторое время после возвращения в Париж из Канады Хемингуэй встретил сестер Пфайффер. Когда в июне 1925 года Хемингуэй и Ричардсон покинули Париж с целью своего ежегодного визита в Памплону — третий год подряд — их сопровождала группа американских и британских эмигрантов, в том числе Полин Пфайффер. Поездка вдохновила Хемингуэя на написание своего первого романа «И восходит солнце», который он начал писать сразу после фиесты и закончил в сентябре. В ноябре в качестве подарка на день рождения Хемингуэй купил жене картину Жоана Миро «Ферма».

## Развод
Их брак распался, когда Хемингуэй писал и редактировал «И восходит солнце», хотя роман он посвятил супруге и сыну. На второй год семья поехала в Шрунс на Рождество, но там к ним присоединилась Полин Пфайффер. Хемингуэй вернулся с Пфайффер в Париж, оставив Ричардсон с Бамби в Австрии. Пока Ричардсон была в Австрии, Хемингуэй отплыл в Нью-Йорк, а затем в марте вернулся в Париж, где, возможно, и начался его роман с Полиной. Весной 1926 года Ричардсон узнала об этом романе, но, несмотря на это, в июле того же года она терпела присутствие Полины в Памплоне. По возвращении в Париж Ричардсон и Хемингуэй решили расстаться, и осенью Ричардсон официально подала заявление о расторжении брака. К ноябрю они разделили имущество, и Ричардсон приняла предложение Хемингуэя о гонорарах за книгу «И восходит солнце». Пара развелась в январе 1927 года, и в мае того же года Хемингуэй женился на Полине Пфайффер.

## Пол Мауэр
Ричардсон оставалась во Франции до 1934 года. Среди её многочисленных друзей в Париже был Пол Мауэр, иностранный корреспондент Chicago Daily News, с которым она познакомилась весной 1927 года, вскоре после того, как развод с Хемингуэем был завершён. Журналист и политический писатель, в 1929 году Мауэр получил Пулитцеровскую премию. 3 июля 1933 года Ричардсон и Пол Мауэр поженились в Лондоне. Ричардсон была особенно благодарна Мауэру за тёплые отношения с Бамби. Вскоре после свадьбы пара вернулась в США, в Лейк-Блафф, штат Иллинойс. Ричардсон продолжала получать гонорары за фильм «И восходит солнце», включая гонорары за фильм 1957 года.

## Праздник, который всегда с тобой
Мемуары Хемингуэя «Праздник, который всегда с тобой», опубликованные только в 1964 году уже после смерти Хемингуэя, описывают брак Хемингуэя с Ричардсон и их жизнь в Париже в начале и середине 1920-х годов.

## Поздние годы и смерть
После расставания с Хемингуэем, Ричардсон отказалась от публичного образа жизни. По сообщениям, после развода она виделась с Хемингуэем всего лишь дважды — в Вайоминге и Париже.
Ричардсон умерла 22 января 1979 года в Лейкленде, штат Флорида, в возрасте 87 лет. Она похоронена в Нью-Гэмпшире на кладбище Чокоруа в Тэмворте.